# F1 2017
F1 2017 — гоночная компьютерная игра, разработанная Codemasters, выпуск которой состоялся 25 августа 2017 года на платформах PlayStation 4, Xbox One и Windows. Feral Interactive выпустил игру для macOS 25 августа 2017 года, и для Linux — 2 ноября 2017 года. Игра основана на сезоне 2017 чемпионата Формулы-1.

## Игровой процесс
Игра основывалась на сезоне 2017 года Формулы-1, включая все участвующие команды, реальных пилотов, а также все 20 Гран-При. Помимо этого произошло возвращение классического режима, который был показан в первом трейлере игры. Также разработчики выпустили улучшенный мультиплеер, более углублённый режим карьеры, а также абсолютно новый режим под названием Championships.

### Особенности
В игре представлены комментарии от Дэвида Крофта и Энтони Дэвидсона. В игре также есть расширенный режим управления командой, который предлагает игрокам больше контроля над исследованиями и разработками автомобильных запчастей. Компоненты двигателя и редукторы подвержены износу и в конечном итоге ломаются, при этом игроки получают штрафы на стартовую решётку за превышение их квоты компонентов.
В игру также входило соревнование для игроков по разработке собственных гоночных шлемов с семью победившими проектами, включенными в игру.
Это первая игра серии, по которой проводились официальные киберспортивные соревнования Formula One eSports Series.

## Критика
| Сводный рейтинг | Сводный рейтинг |
| Агрегатор       | Оценка          |
| --------------- | --------------- |
| GameRankings    | 87,65 %         |

Игра получила положительные отзывы критиков. Журнал Autosport отметил, что разработчики углубили механики, добавленные в F1 2016. The Daily Telegraph также положительно оценили улучшения по сравнению с предыдущими частями, назвав F1 2017 одной из лучших игр Codemasters.
Издание Alphr поместило игру на 6-е место в списке лучших гоночных игр 2017 года, выпущенных на PS4.
Летом 2018 года, благодаря уязвимости в защите Steam Web API, стало известно, что точное количество пользователей сервиса Steam, которые играли в игру хотя бы один раз, составляет 386 242 человека.